# Glue (serie de televisión)
Glue es un drama adolescente británico que sigue las vivencias de un grupo de jóvenes en Berkshire, al sudeste de Inglaterra. Ha sido creado y escrito por Jack Thorne para Eleven Film y se estrenó el 15 de septiembre de 2014, en el canal británico E4. La trama gira en torno a los amigos de un chico de 14 años, Cal Bray, quien es encontrado muerto, y la investigación para encontrar al asesino que revelará sus más oscuros y sucios secretos, ocultos detrás de una campiña inglesa de ensueño.

## Producción
El reparto fue anunciado el 2 de abril de 2014 y el rodaje tuvo lugar en Berkshire.

## Reparto
- Jessie Cave es Annie Maddocks.
- Yasmin Paige es Ruth Rossen.
- Jordan Stevens es Rob Kendle.
- Charlotte Spencer es Tina Fallon.
- Billy Howle es James Warwick.
- Callum Turner es Eli Bray.
- Tommy Lawrence Knight es Cal Bray.
- Tommy McDonnell es Dominic Richards.
- Faye Marsay es Janine Riley.

## Episodios

### Listado de temporadas
| Temporada | Temporada | Episodios | Estreno                  | Final                  | Lanzamiento en DVD    |
| --------- | --------- | --------- | ------------------------ | ---------------------- | --------------------- |
|           | 1         | 8         | 15 de septiembre de 2014 | 3 de noviembre de 2014 | 23 de febrero de 2015 |

### Primera temporada (2014)
| Nº (serie) | Nº (temp.) | Título             | Director        | Guionista                                     | Fecha de emisión original | Audiencia en Reino Unido |
| --- | ---------- | ------------------ | --------------- | --------------------------------------------- | ------------------------- | ------------------------ |
| 1 | 1          | «Everyone» «Todos» | Daniel Nettheim | Jack Thorne                                   | 15 de septiembre de 2014  | 482.000                  |
| Overton: un pequeño pueblo en la campiña inglesa. La agricultura es su principal medio de vida. Los caballos de carreras son su corazón palpitante. Cuando el cuerpo de un adolescente local se encuentra debajo de las ruedas de un tractor, los habitantes de esta remota comunidad - sus amigos - se ven obligados a abrir su mundo. El grupo - Tina, una aspirante a jinete, su novio Rob, su compañera de piso Annie, la veterinaria local Janine, y James, el hijo de unos granjeros - tienen sus vidas consumidas por el caos. El extraño Eli - el hermano del joven asesinado - también lucha para hacer frente a su dolor. Cuando una joven y ambiciosa oficial de policía, Ruth Rosen, se une a la investigación del asesinato, la situación se vuelve aún más complicada. |            |                    |                 |                                               |                           |                          |
| 2 | 2          | «James/Janine»     | Daniel Nettheim | Jack Thorne                                   | 22 de septiembre de 2014  | 216.000                  |
| La policía interroga al grupo sobre la noche en que vieron por última vez a Cal. Ninguno menciona las drogas y, sin embargo el policía Simson descubre restos en la caravana de Cal y deduce que la consumía. La hermana de James, Bee, vuelve para celebrar su décimo octavo cumpleaños a pesar de que el no está de humor para una fiesta. Ella le dice que debe dejar la granja en crisis y dar una educación superior, pero él cree que debe quedarse. |            |                    |                 |                                               |                           |                          |
| 3 | 3          | «Eli/Rob»          | Olly Blackburn  | Laura Lomas                                   | 29 de septiembre de 2014  | 147.000                  |
| 4 | 4          | «Tina/Dominic»     | Olly Blackburn  | Kieran Prendiville, Laura Lomas y Jack Thorne | 6 de octubre de 2014      | 369.000                  |
| 5 | 5          | «James/Rob/Cal»    | Olly Blackburn  | E.V. Crowe                                    | 13 de octubre de 2014     | 277.000                  |
| 6 | 6          | «Rob/Tina»         | Cathy Brady     | Jack Thorne                                   | 20 de octubre de 2014     | 260.000                  |
| 7 | 7          | «Eli/Tina»         | Daniel Nettheim | John Donnelly y Jack Thorne                   | 27 de octubre de 2014     | 437.000                  |
| 8 | 8          | «Eli/James»        | Daniel Nettheim | Jack Thorne                                   | 3 de noviembre de 2014    | 187.000                  |

## Recepción
Digital Spy describe Glue como "televisión ineludible" y también dijo que "esta es una novela policíaca que hará volar tu mente."